# 大道 (横浜市)
大道（だいどう）は、神奈川県横浜市金沢区の地名。現行行政地名は大道一丁目及び大道二丁目。住居表示実施済み区域。

## 地理
金沢区の南西部に位置し、東に六浦、南に東朝比奈、西に朝比奈町、北西に高舟台と接している。

### 地価
住宅地の地価は、2025年（令和7年）1月1日の公示地価によれば、大道1-65-10の地点で15万1000円/m²となっている。

### 面積
面積は以下の通りである。
| 丁目       | 面積（km²） |
| ---------- | ----------- |
| 大道一丁目 | 0.223       |
| 大道二丁目 | 0.207       |
| 計         | 0.430       |

## 歴史

### 沿革
- 1980年（昭和55年）7月28日 - 住居表示（金沢区六浦第二次地区）[7]の実施に伴い、朝比奈町、六浦町の各一部をから大道一丁目〜二丁目を新設する[8]。
- 1986年（昭和61年）6月23日 - 町界町名地番整理事業に伴い、大道二丁目の一部を六浦町へ編入する[9]。

### 町名の変遷
| 実施後     | 実施年月日                | 実施前（各町名ともその一部） |
| ---------- | ------------------------- | ---------------------------- |
| 大道一丁目 | 1980年（昭和55年）7月28日 | 六浦町（一部）               |
| 大道二丁目 | 1980年（昭和55年）7月28日 | 朝比奈町、六浦町（各一部）   |

## 世帯数と人口
2025年（令和7年）6月30日現在（横浜市発表）の世帯数と人口は以下の通りである。
| 丁目       | 世帯数    | 人口    |
| ---------- | --------- | ------- |
| 大道一丁目 | 1,140世帯 | 2,151人 |
| 大道二丁目 | 653世帯   | 1,346人 |
| 計         | 1,793世帯 | 3,497人 |

### 人口の変遷
国勢調査による人口の推移。
| 年                 | 人口  |
| ------------------ | ----- |
| 1995年（平成7年）  | 4,252 |
| 2000年（平成12年） | 3,965 |
| 2005年（平成17年） | 3,698 |
| 2010年（平成22年） | 3,591 |
| 2015年（平成27年） | 3,646 |
| 2020年（令和2年）  | 3,604 |

### 世帯数の変遷
国勢調査による世帯数の推移。
| 年                 | 世帯数 |
| ------------------ | ------ |
| 1995年（平成7年）  | 1,642  |
| 2000年（平成12年） | 1,622  |
| 2005年（平成17年） | 1,562  |
| 2010年（平成22年） | 1,607  |
| 2015年（平成27年） | 1,683  |
| 2020年（令和2年）  | 1,682  |

## 学区
市立小・中学校に通う場合、学区は以下の通りとなる（2024年11月時点）。
| 丁目       | 番・番地等                                 | 小学校               | 中学校             |
| ---------- | ------------------------------------------ | -------------------- | ------------------ |
| 大道一丁目 | 81番14〜34号                               | 横浜市立高舟台小学校 | 横浜市立大道中学校 |
| 大道一丁目 | 1番〜81番13号 82〜86番                     | 横浜市立大道小学校   | 横浜市立大道中学校 |
| 大道二丁目 | 1番〜14番14号 15番〜27番7号 27番10号〜36番 | 横浜市立大道小学校   | 横浜市立大道中学校 |
| 大道二丁目 | 14番15号〜最終号 27番8〜9号                | 横浜市立朝比奈小学校 | 横浜市立大道中学校 |

## 事業所
2021年（令和3年）現在の経済センサス調査による事業所数と従業員数は以下の通りである。
| 丁目       | 事業所数 | 従業員数 |
| ---------- | -------- | -------- |
| 大道一丁目 | 49事業所 | 304人    |
| 大道二丁目 | 48事業所 | 326人    |
| 計         | 97事業所 | 630人    |

### 事業者数の変遷
経済センサスによる事業所数の推移。
| 年                 | 事業者数 |
| ------------------ | -------- |
| 2016年（平成28年） | 85       |
| 2021年（令和3年）  | 97       |

### 従業員数の変遷
経済センサスによる従業員数の推移。
| 年                 | 従業員数 |
| ------------------ | -------- |
| 2016年（平成28年） | 533      |
| 2021年（令和3年）  | 630      |

## 施設
- 横浜市立大道中学校
- 横浜市立大道小学校
- 金沢警察署 大道交番
- 横浜大道郵便局[19]

## その他

### 日本郵便
- 郵便番号 : 236-0035[3]（集配局：横浜金沢郵便局[20]）

### 警察
町内の警察の管轄区域は以下の通りである。
| 丁目       | 番・番地等 | 警察署     | 交番・駐在所 |
| ---------- | ---------- | ---------- | ------------ |
| 大道一丁目 | 全域       | 金沢警察署 | 大道交番     |
| 大道二丁目 | 全域       | 金沢警察署 | 大道交番     |

## 出身人物
- 小泉岩吉（神奈川県多額納税者、土木建築請負業） - 小泉又次郎の弟。
- 小泉又次郎（衆議院議員、貴族院議員、横須賀市長、逓信大臣、衆議院副議長） - 内閣総理大臣をつとめた小泉純一郎の祖父。俳優・タレント小泉孝太郎、衆議院議員小泉進次郎の曽祖父。
- 小泉由兵衛（とび職人、請負師、農家） - 小泉又次郎の父・由兵衛は村の小農であったが、又次郎が5歳の時、農を捨てて横須賀へ移った[22]。

## 名所・旧跡
- 小泉又次郎誕生地碑 - 昭和30年代まで、小泉又次郎の生家があった[23]。この碑は、又次郎の養子で純一郎の実父の純也によって立てられた[23]。